# Lulu (artist)
Lulu Kennedy-Cairns, ursprungligen Marie McDonald McLaughlin Lawrie, född 3 november 1948 i Lennoxtown, East Dunbartonshire, Skottland, är en brittisk (skotsk) sångerska och skådespelare.
Hon växte upp i Glasgow. Hon fick artistnamnet "Lulu" när hon var fjorton år av sin framtida manager Marion Massey, som omtalade henne som "a real lulu of a kid" (slang, ungefär "en fenomenal unge").
Lulus största hit blev hennes upp-poppade version av The Isley Brothers' Shout. Hon hade även hits med To Sir With Love, The Boat That I Row, 
Boy, Morning Dew, I'm a Tiger och Me The Peaceful Heart. Hon sjöng även titelmelodin till Bondfilmen Mannen med den gyllene pistolen 1974.
1969 utsågs Lulu till Storbritanniens representant i Eurovision Song Contest och framförde samtliga sex bidrag i den nationella uttagningen. Sången Try it and see av Andrew Lloyd Webber hade skickats in till tävlingen, men valdes inte ut. Elton John och Bernie Taupin fick däremot med melodin I Can't Go On Living Without You som emellertid kom sist. Istället vann melodin Boom Bang-a-Bang som dessutom kom på första plats tillsammans med tre andra bidrag i Europafinalen i Madrid.
Lulu spelade modern i TV-serien Unge Adrians lidanden (1987).
Åren 1969–1975 var hon gift med Bee Gees-medlemmen Maurice Gibb.